# José Benito de Churriguera

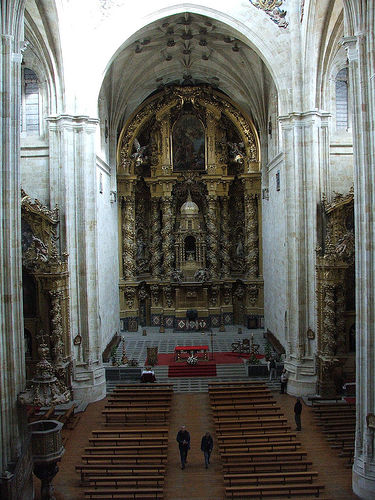
El retaule del convent de San Esteban de Salamanca

José Benito de Churriguera   (Madrid, 21 de març de 1665 - Las Palmas de Gran Canaria, 2 de març de 1725) fou un arquitecte i escultor espanyol d'origen català.

## Bioagrafia
Es va formar amb el seu pare, l'escultor català Josep Simó Xoriguera i Elies, que es castellanitzà el cognom quan s'establí a Madrid. Una de les seves primeres obres fou a la capella del Sagrario de la catedral de Segòvia (1686-90), i el 1689 guanyà el concurs convocat per a erigir el túmul funerari de la reina Maria Lluïsa. El 1692 es traslladà a Salamanca, on treballà en la catedral nova (1693) i en el retaule de l'altar major de l'església de San Esteban (1693), de grans columnes salomòniques i elements corbs, amb rica ornamentació daurada, una de les seves obres cabdals. A Madrid, elaborà una part de la façana de l'església de San Cayetano, la de l'església de Santo Tomás, el palau de Goyeneche (avui Academia de San Fernando), que fou modificat posteriorment, i el conjunt de Nuevo Baztán (1709-13), projecte urbanístic molt ambiciós que segueix en part directrius de Palladio i Herrera.
El seu nom ha estat utilitzat per a anomenar la modalitat del barroc hispànic tardà coneguda com a xoriguerisme, bé que aquest artista no en fou pas precisament el conreador més fervent.

## Obres de Xoriguera
| Any             | Nom                                                                | Ubicació     | Descripció | Foto exterior | Foto interior |
| --------------- | ------------------------------------------------------------------ | ------------ | --- | ------------- | ------------- |
| 1689            | Retaule de la capella del Sagrario (Catedral)                      | Segòvia      | |               |               |
| 1689            | Cadafal per a Maria Lluïsa d'Orleans a l'església de l'Encarnación | Madrid       | De caràcter efímer, es desmuntà passats els funerals. Desaparegut, se'n conserven dibuixos i gravats. |               |               |
| 1692            | Retaule major del convent de San Esteban                           | Salamanca    | Sis columnes salomòniques cobertes de decoració vegetal, a banda i banda del tabernacle central, en forma de templet; en dues fornícules, Sant Domènec i Sant Francesc, escultures de Xoriguera. Al segon cos, pintura de Claudio Coello amb el martiri de Sant Esteve. |               |               |
| 1690 ca. - 1761 | Església de San Millán y San Cayetano                              | Madrid       | Continua les obres començades en 1669 per Marcos López; després les continuaren Pedro de Ribera i Francisco de Moradillo. |               |               |
| 1697            | Capella del Colegio Mayor de Cuenca                                | Salamanca    | Desaparegut el 1810, arran de la Guerra del Francès. |               |               |
| 1700-1707       | Retaule de l'església de San Esteban                               | Fuenlabrada  | La pintura central és de Claudio Coello. |               | Retaule       |
| 1701-1720       | Retaule de l'església de San Salvador                              | Leganés      | Retaule major i els dos del creuer. |               |               |
| 1709-1713       | Urbanització, església, palau i habitatges                         | Nuevo Baztán | |               |               |
| 1713 ca.        | Palacio de los Goyeneche                                           | Illana       | En runes, només se'n conserva part de la façana. | Fotografia    |               |
| 1720-1724       | Retaules de l'església de la Concepció Real de Calatrava           | Madrid       | Retaule major i els dos del creuer. |               |               |
| 1725            | Palacio de Goyeneche                                               | Madrid       | Avui, Reial Acadèmia de Belles Arts de San Fernando. Acaba el projecte d'Alberto de Churriguera; modificat i reformat després per Diego de Villanueva, que li treu bona part dels trets barrocs.                                                                        |               |               |